# Eusterinx jakutica
Eusterinx jakutica är en stekelart som beskrevs av Humala 2004. Eusterinx jakutica ingår i släktet Eusterinx och familjen brokparasitsteklar. Inga underarter finns listade i Catalogue of Life.